# Spaanse gemeenschap in België
De Spaanse gemeenschap in België (Spaans: Españoles en Bélgica) bestaat uit in België verblijvende Spanjaarden of Belgen van Spaanse afkomst.
Anno 2015 stonden de Spanjaarden op de zevende plaats van de buitenlandse nationaliteiten in België, met ongeveer 60.000 Spanjaarden aanwezig in België. In het Waalse Gewest was de aanwezigheid van Spanjaarden ongeveer 15.000, waarmee ze op de vierde plaats stonden onder de buitenlandse bevolking in Wallonië. In Brussel, met een aantal van ongeveer 27.000, namen de Spanjaarden de vijfde plaats in. Begin 2020 woonden in Vlaanderen 22.336 personen met de Spaanse nationaliteit.

## Geschiedenis
De banden tussen Spanje en België gaan ver terug in de tijd. In de vijftiende eeuw waren Spaanse handelaars al aanwezig in Brugge. De Catalanen waren vooral op het Beursplein vertegenwoordigd, terwijl de Castilianen en Basken (Biskajers), die tot 1455 één natie vormden, hun natiehuis en stapelhuizen hadden in de omgeving van het huidige Jan van Eyckplein. De huidige straatnamen Biskajersplein, Spanjaardstraat en Spaanse Loskaai verwijzen naar hun aanwezigheid. In 1512 streek de Spaanse geleerde Juan Luis Vives neer in Brugge, later zou hij ook in Brussel en Leuven wonen. Van 1556 tot 1715 werd het huidige België geregeerd door Spaanse vorsten. 
Tijdens de Spaanse Burgeroorlog vonden 5000 Spaanse kinderen, vooral afkomstig uit Baskenland, een onderkomen in België. Zij staan bekend als los niños de la guerra.
Op 28 november 1956 ondertekenden België en Spanje een migratie-akkoord. Zo konden Spaanse gastarbeiders als mijnwerkers aan de slag in de Belgische steenkoolmijnen. Later verspreidden de Spanjaarden zich ook verder door het land. Zo is de stad Vilvoorde bekend om haar Spaanse gemeenschap, die voornamelijk haar herkomst kent in het dorp Peñarroya-Pueblonuevo.
Sinds de kredietcrisis, die Spanje op sociaal-economisch gebied zwaar trof en de werkloosheid in het land liet toenemen, zoeken opnieuw meer Spanjaarden werk in België.

## Bekende Spaanse Belgen
- Lubna Azabal - actrice (Spaanse moeder)
- Juan Benjumea Moreno - politicus
- Pedro Brugada - cardioloog
- Kristof Calvo - politicus (Spaanse vader)
- Daniel Calvo - voetballer
- Mehdi Carcela-Gonzalez - voetballer (Spaanse vader)
- Alessio Castro-Montes - voetballer
- Elena Castro Suarez - miss België (Spaanse vader)
- Phara de Aguirre - journaliste
- Pedro Elias - presentator
- Julie Fernandez Fernandez - politica
- Emilio Ferrera - voetbalcoach
- Francisco Ferrera - voetbalcoach
- Manu Ferrera - voetbalcoach
- Yannick Ferrera - voetbalcoach
- Yannick Ferreira Carrasco - voetballer (Spaanse moeder)
- Jordan Garcia-Calvete - voetballer
- Juan Lozano - voetballer
- Kevin Mirallas - voetballer
- Fabiola Mora y Aragón - voormalig koningin
- Philippe Muyters - politicus (Spaanse moeder)
- Urko Pardo - voetballer
- Belle Pérez - zangeres
- José Riga - voetbalcoach
- Vincent Scheltiens - historicus